# Clerodendrum urticifolium
Clerodendrum urticifolium là một loài thực vật có hoa trong họ Hoa môi. Loài này được (Roxb.) Wall. mô tả khoa học đầu tiên năm 1829.